# San-Gavino-d'Ampugnani
San-Gavino-d'Ampugnani es una comuna y población de Francia, en la región de Córcega, departamento de Alta Córcega.
Su población en el censo de 1999 era de 79 habitantes.

## Demografía
| 71 | 104 | 94 | 111 | 56 | 79 |
| Para los censos de 1962 a 1999 la población legal corresponde a la población sin duplicidades (Fuente: INSEE [Consultar]) |     |    |     |    |    |